# Jost Glase
Jost Glase (* 1. Januar 1936 in Spremberg; † 17. August 1990 in Mühlhausen/Thüringen) war ein deutscher Schriftsteller und Hochschullehrer in der DDR.

## Leben und Wirken
Jost Glase wurde 1936 in Spremberg in der Niederlausitz geboren. Schon als Schuljunge schrieb er gerne und als Siebtklässler reichte er Proben bei der Lausitzer Rundschau ein, woraufhin er eingeladen wurde, als Schülerkorrespondent etwas zur Lokalseite beizutragen. Zusammen mit einem Freund knüpfte er auch Kontakt zum ortsansässigen Schriftsteller Erwin Strittmatter. Nach Abschluss der Oberschule war Glase von 1954 bis 1955 Redaktionsvolontär bei der Lausitzer Rundschau. In dieser Zeitung veröffentlichte er erste Erzählungen.
1955 meldete er sich zum Ehrendienst bei der Kasernierten Volkspolizei (KVP), die 1956 zur Nationalen Volksarmee (NVA) umgebildet wurde. In der Lausitzer Rundschau legte er seine Beweggründe für diesen Schritt dar: „Als Kind eines Arbeiters gab mir die Regierung die Möglichkeit, die Oberschule zu besuchen. Ich durfte als Redaktionsassistent bei der Lausitzer Rundschau den schönen Beruf eines Journalisten erlernen. […] Während meiner Dienstzeit bei der Kasernierten Volkspolizei werde ich mir militärische Kenntnisse aneignen, um, wenn es darauf ankommt, unsere Errungenschaften mit der Waffe in der Hand zu verteidigen.“ Denn er sei, erklärte er weiter, gegen Militarismus und die den Pariser Verträgen innewohnenden Angriffspläne.
1957 war sein Dienst in der NVA beendet. Er absolvierte ein Studium am Lehrerbildungsinstitut Neuzelle mit dem Schwerpunkt Psychologie. Von 1960 bis 1965 war er Lehrer und Schuldirektor in dem kleinen Oderbruchdorf Beauregard. Seine schriftstellerische Arbeit wurde von Strittmatter gefördert. 1965 studierte er an der Pädagogischen Hochschule Potsdam weiter. Nach dem Abschluss zog er 1968 nach Mühlhausen um. Von 1969 bis 1988 unterrichtete er als Lehrerbildner im Bereich Psychologie an der Pädagogischen Hochschule Erfurt/Mühlhausen.
Neben der Arbeit an einer Dissertation über Jugend- und Sozialpsychologie veröffentlichte er in der Regionalpresse heimatgeschichtliche Serien. Aufbauend auf Kindheitserinnerungen, wissenschaftlicher Genauigkeit, Jugendverständnis und Verantwortungsbewusstsein als Lehrer entwickelte er den Roman Tausend Sonnen in einem See über die Selbstfindung und Persönlichkeitsausbildung von Jugendlichen in der DDR. Der 1971 im Mitteldeutschen Verlag erschienene Roman erlebte 1974 eine vom DDR-Hörfunk gesendete Hörspielbearbeitung. In den 1970er Jahren schrieb Glase weitere, auch tatsächlich produzierte Hörspiele, zum Beispiel das Kinderhörspiel Töchterchen über ein Mädchen, das der Verlust eines nahen Menschen aus der Bahn wirft. Der Rundfunk der DDR sendete es am 15. November 1975. Zudem brachte der Sender Weimar seine Features über historische Bauwerke wie die Marienkirche in Mühlhausen und Schloss Tiefurt bei Weimar. 1975 arbeitete er auch an einer umfangreichen Reportage über fünf Menschen aus Schwererziehbaren-Heimen unter dem Titel Kinderpost. Zu den verbesserten Lebensbedingungen in den Heimen gehöre auch die Ursachenforschung, „warum sie überhaupt erst in ein solches Heim kommen mußten“, erklärte er. Das Buch sollte wieder im Mitteldeutschen Verlag veröffentlicht werden. Es fehlt jeglicher Nachweis einer solchen Publikation.
1982 schrieb er das Szenarium für einen Dokumentarfilm über die Mahn- und Gedenkstätte Mittelbau-Dora. 1984 folgte das Drehbuch für einen „Mühlhausen-Film“, der neben Stadt-Impressionen auch das politische Leben von Lotte und Arno Bust beleuchtete und der Entstehung und Ausbreitung der KPD nachging. 1986 widmete er sich erneut einem Roman: Erinnerung auf Rasterkorn. Darin geht es um drei Männer aus unterschiedlichen Milieus und folglich mit unterschiedlichen Erwartungen und charakterlichen Anlagen. Sie haben sich in den 1950er Jahren zur Kasernierten Volkspolizei gemeldet, wo sie sich nun gegenseitig brauchen und ergänzen. Der Aspekt der Persönlichkeitsentwicklung steht erneut im Vordergrund.
Am 17. August 1990 starb Jost Glase an Krebs. Wenige Wochen vor seinem Tod konnte er sein gedrucktes Kinderbuch Nessi und andere Geschichten (1990) entgegennehmen. Wie die beiden Bücher zuvor, tragen die Geschichten um einen sensiblen neunjährigen Jungen nach Ende des Zweiten Weltkrieges autobiografische Züge. Fertigstellen konnte er noch die 50-seitige Erzählung Michelangelo hinter dem Zaun; sie blieb jedoch unveröffentlicht, und unvollendet blieb der Roman Die Tour, aus dem er Lesungen abgehalten hatte.
Glase übte die Funktion eines Parteisekretärs im Schriftstellerverband im Bezirk Erfurt aus.

## Rezeption
In den regionalen Literaturgeschichten von Dieter Fechner (2005 bzw. 2014) heißt es, Tausend Sonnen in einem See sei eine frische, lebendige, poetische Erzählung. Diese Neuerscheinung zeige, warb die Neue Zeit 1971 in der Rubrik „Büchertelegramm“, „tiefes Verständnis für junge Leute“ und sei „voller Poesie [und] zukunftsfroher Stimmung“. Ebenfalls 1971 bescheinigte Anne Wiesigel in der SED-Bezirks-Zeitung Das Volk dem Buch „eine psychologisch eindringliche Sprache, die unsere Literatur braucht und die den Leser als einen besseren entläßt“. Dienlicher als die eingeschobenen Erklärungen seitens des Autors wären allerdings mehr Schilderungen von Aktivitäten seiner Protagonisten gewesen. In den Thüringer Neuesten Nachrichten würdigte auch Franz Hammer 1972 den „poetischen Reichtum“ und dazu eine „lautere Gesinnung“. Das hoffnungsvolle Debüt gehe verantwortungsvoll mit den geschilderten Problemen und Konflikten um. Darüber hinaus riet er, Glase möge zukünftig die moderne Art, die Handlungsebenen allzu häufig zu unterbrechen, vermeiden, stattdessen solle er „zu einer geschlosseneren, sprachlich ausgewogenen Prosa“ übergehen.
Bezüglich Erinnerung auf Rasterkorn kritisierte Fechner 1986 in der Neuen Deutschen Literatur: „Die Mentalität der Figuren wird trotz aller Plastizität und psychologischen Auslotung mehr von heute her entworfen.“ Hans Joachim Nauschütz befand im selben Jahr im Neuen Tag: „Das Buch ist nicht einfach zu lesen. Glase beleuchtet die Handlungen seiner Figuren, indem er ihr Denken psychologisch seziert. Da zerfasert sich manches; der Leser wird abgelenkt, mitunter verliert er die Übersicht über den Handlungsweg.“
Zu Nessi und andere Geschichten meinte Fechner in seinem Buch über Autoren-Begegnungen, es sei Glase gelungen, „atmosphärisch dicht und poetisch-plastisch viel Zeittypisches in den Alltag des Jungen einzubringen. Über zahlreiche eingeblendete, glaubhafte Assoziationen und sein Nachdenken über seine Umwelt und deren Zeiterscheinungen erhellte der Autor unaufdringlich das Zeitkolorit mit den kausalen Beziehungen.“

## Werke

### Bücher
- Tausend Sonnen in einem See. Mitteldeutscher Verlag, Halle (Saale) 1971.
- Erinnerung auf Rasterkorn. Roman. Militärverlag der Deutschen Demokratischen Republik, Berlin 1986.
- Nessi und andere Geschichten. Postreiter-Verlag, Halle (Saale) 1990.

### Drehbücher
- 1982: Mahn- und Gedenkstätte Dora-Mittelbau[8]
- 1984: Stationen ihres Lebens – Lotte und Arno Bust[12]

### Hörspiele
- 1974: Tausend Sonnen in einem See
- 1974: Mach’s gut, meine Liebe!
- 1975: Töchterchen
- 1976: Himmelblaue Tage im April
- 1977: Eine Hochzeitskutsche für Sabine und Ingo
- 1978: Lauf, Liebling, lauf (Serie Was ist denn heut bei Findigs los?)
- 1978: Liebe Janni, lieber Frank (Serie Was ist denn heut bei Findigs los?)
- 1978: Peggy kocht Pudding (Serie Was ist denn heut bei Findigs los?)
- 1978: Eine Rose für den Kaffeetisch (Serie Was ist denn heut bei Findigs los?)
- 1979: Bettgeflüster (Serie Was ist denn heut bei Findigs los?)